# Xian de Pingshun
Le xian de Pingshun (平顺县 ; pinyin : Píngshùn Xiàn) est un district administratif situé au sud-est de la province chinoise du Shanxi. Il est placé sous la juridiction de la ville-préfecture de Changzhi.

## Démographie
La population du district était de 165 961 habitants en 1999.